# Val Poschiavo
Val Poschiavo (německy Puschlav, rétorománsky Valposchiavo) je horské údolí ve východní části Švýcarska, v kantonu Graubünden. Údolím protéká říčka Poschiavino. Název údolí je odvozen od největší obce, jež se v něm nachází – Poschiava.

## Geografie

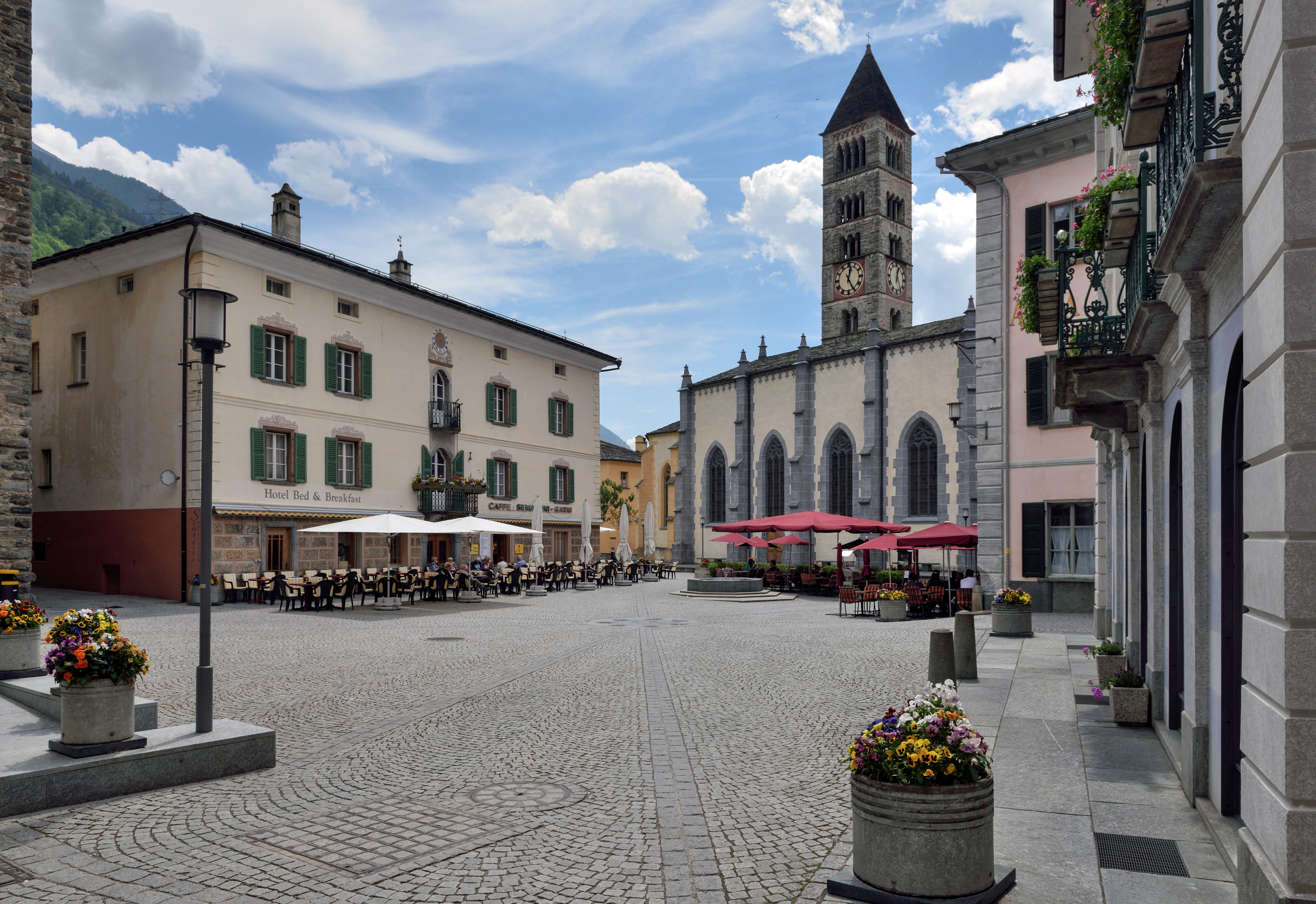
Náměstí v Poschiavu

V údolí se nachází několik vesnic, sloučených do dvou politických obcí – Brusio a Poschiavo. Ty společně tvoří okres Bernina, podcelek kantonu Graubünden.

### Klima
Údolí, které se svažuje z 2 300 až do 550 metrů nad mořem v délce téměř 25 kilometrů, se dělí na tři různé klimatické oblasti:
- vysokohorská oblast od průsmyku Bernina po Alp Grüm.
- alpská oblast od Cavaglie po Le Prese, včetně jezera Lago di Poschiavo
- subalpínské pásmo od Brusia po hranici u Campocologna.

### Významné vrcholy

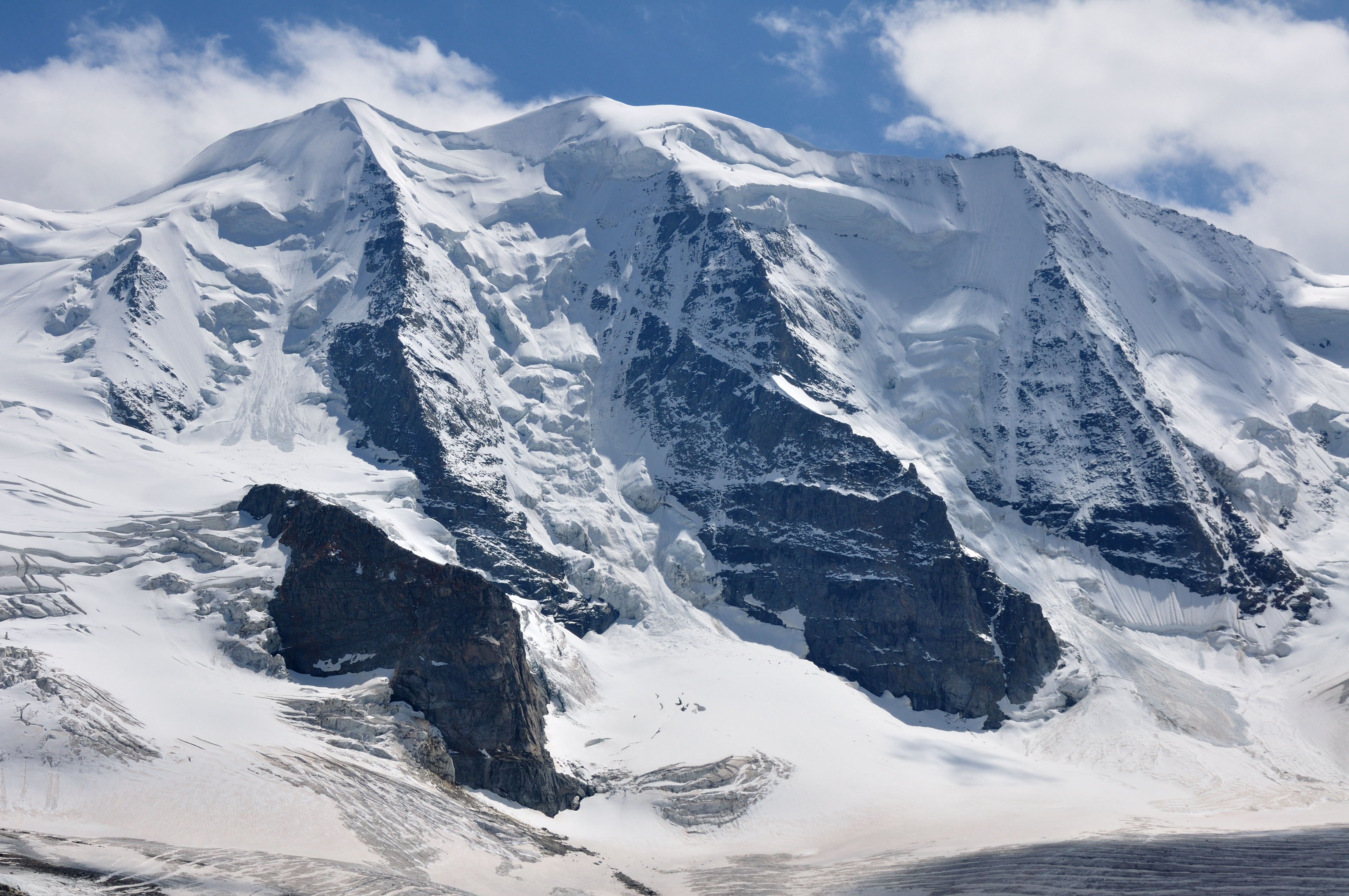
Piz Palü

Celé údolí je lemováno horskými vrcholy, z nichž ty nejvyšší překračují hranici nadmořské výšky 3 000 metrů. Mezi ty nejvýznamnější patří:
- Piz Palü 3 900 m n. m.
- Piz Cambrena 3 606 m n. m.
- Piz Varuna 3 453 m n. m.
- Piz Paradisin 3 302 m n. m.
- Piz Canciano 3 103 m n. m.
- Piz Lagalb 2 959 m n. m.
- Piz Combu 2 900 m n. m.
- Sassalb 2 861 m n. m.
- Piz Campasc 2 598 m n. m.
- Col d’Anzana 2 224 m ü. m.

## Jazyky
Stejně jako údolí Val Mesolcina, Val Calanca, Val Bregaglia a obec Bivio patří Val Poschiavo do italsky mluvící oblasti Graubündenu. Hovorovým jazykem je tzv. Pus'ciavin, alpský lombardský dialekt. V dialektu se údolí nazývá Pus'ciav, ve spisovné italštině pak Val Poschiavo. Malá část obyvatel používá také němčinu; německý název údolí zní Puschlav.

## Historie

### Od raných dob do středověku

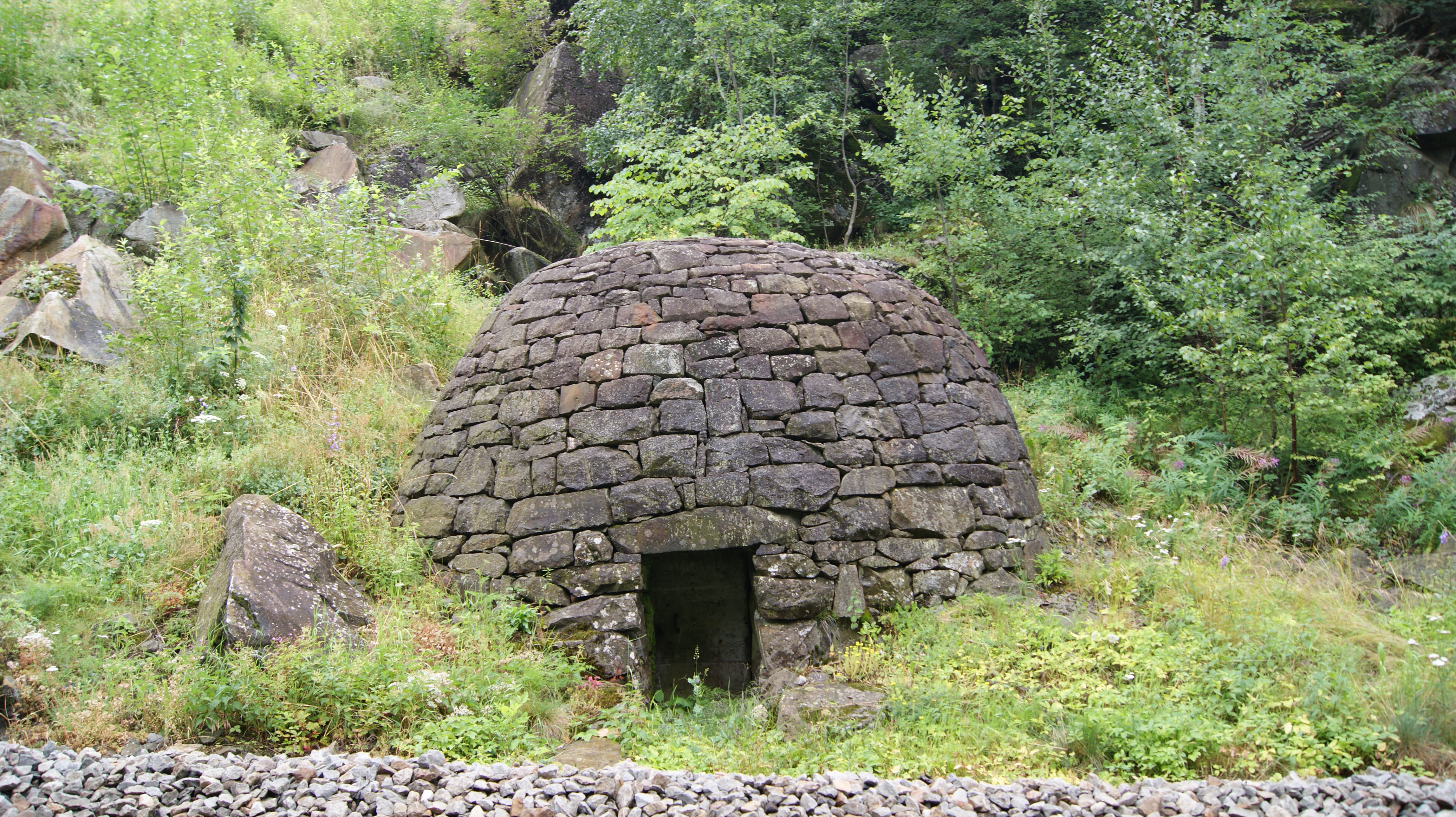
Pozůstatky starého osídlení, tzv. crotti, v Brusiu

Dosud objevené nálezy pocházejí z doby bronzové a železné, ale nedokazují trvalé osídlení v pravěku. V roce 15 př. n. l. byla oblast dobyta Římany a začleněna do regionu Gallia transpadana se sídlem v Comu. Pravděpodobně již v té době bylo údolí Poschiavo osídleno rétorománskými kmeny. Po langobardské nadvládě kolem roku 600 darovali karolinští králové kolem roku 800 takzvané Pieven Poschiavo, Bormio a Mazzo (Veltlin) opatství Saint-Denis u Paříže. Biskup z Como však darování zpochybnil, protože měl v údolí panství a základní práva; nároky na panství vznesl i biskup z Churu.
Již ve 12. století byly obce Poschiavo a Brusio územně odděleny a každá z nich si vytvořila vlastní správní strukturu. Samostatnou územní jednotku tvořil od 11. století také kostel a klášterní komunita San Romerio na levé straně údolí. Přibližně od roku 1100 do roku 1300 drželi údolí místo opatství Saint-Denis páni z Mazzo-Venosta. Poté, co se stali feudály churského biskupa, nechali si v roce 1284 potvrdit vrchnostenská práva nad údolím Poschiavo. Současně se město Como snažilo rozšířit svou moc nad údolím a jmenovalo podestu, guvernéra, který měl nižší soudní pravomoc.
Poté, co Milánské panství v roce 1335 porazilo Como, přešlo v roce 1350 pod vládu Viscontiů i toto údolí. V roce 1406 se obyvatelé údolí vzbouřili proti udělení místního léna Giovannimu Malacridovi z Musso. V roce 1408 přešli pod jurisdikci churského biskupa a připojili se ke Gotteshausbundu. Dobytím Valtelliny Graubündenem v roce 1512 se údolí Poschiavo stále více stávalo jakýmsi meziprostorem a tranzitním místem pro obchod. V roce 1518 byla hranice tohoto území posunuta na jih k věži Piattamala u Campocologna, aby se ukončily po staletí trvající spory o hranice s obcí Tirano.

### Reformace a konfesní rozdělení

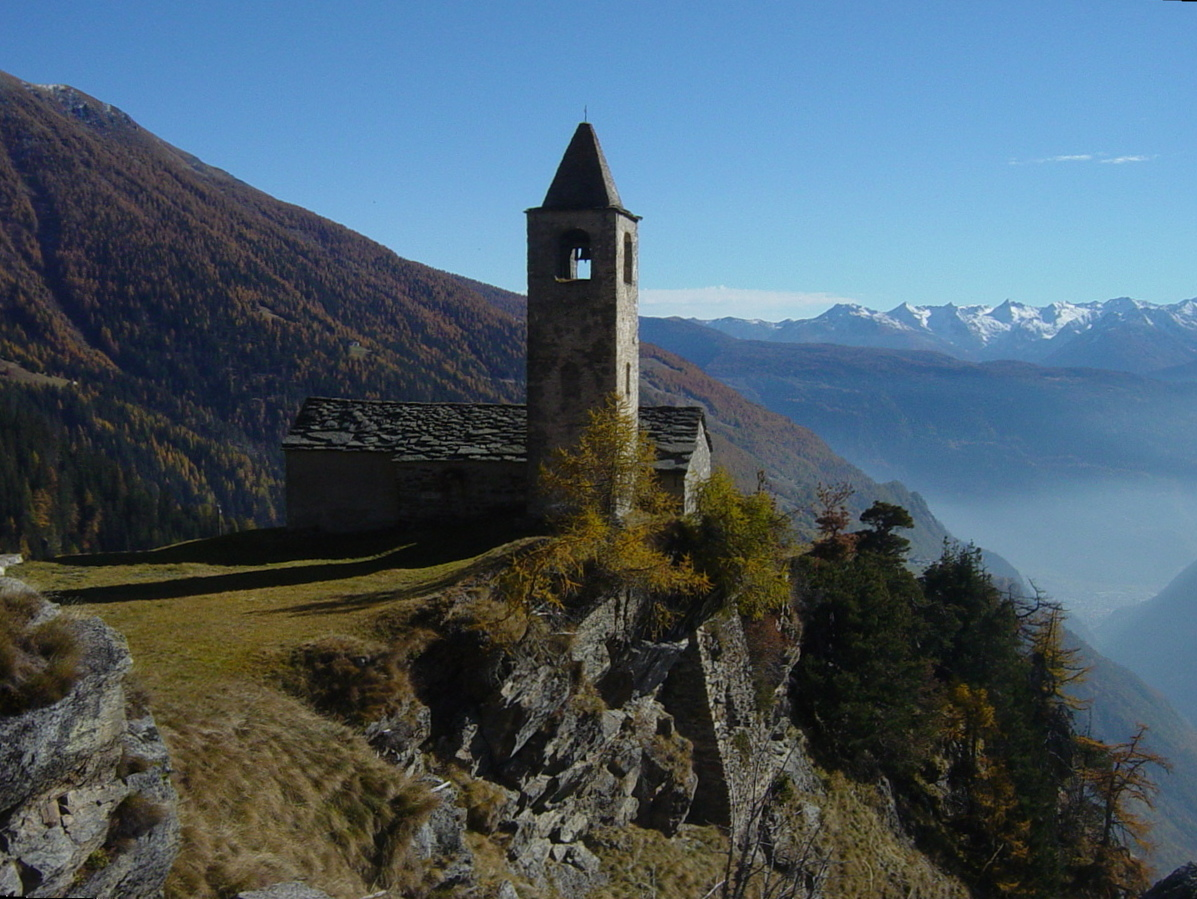
Kostel San Romerio

Kvůli dlouhodobému napětí mezi protestanty a katolíky bylo údolí Poschiavo považováno za „severní Irsko Švýcarska“, což je narážka na konflikt v Severním Irsku. Prvními protestanty byli uprchlíci před inkvizicí z Itálie, kteří se v údolí usadili v roce 1547, protože zde měli ochranu Graubündenu. Vytvořili protestantské komunity v Poschiavu a Brusiu. Podle katolických pramenů se v roce 1589 stala třetina obyvatel Brusia a čtvrtina obyvatel Poschiava protestanty.
Roku 1620 došlo ve Valtellině k vraždě, při níž bylo v Brusiu zabito 27 protestantů v rámci katolického povstání proti vládě. V roce 1623 byli protestanti v Poschiavu stále pronásledováni a vyháněni. Teprve v roce 1642 zasáhly Tři ligy a vynutily si dohodu.
Od té doby se obě denominace od sebe do značné míry oddělily a žily v oddělených světech. Veřejné úřady byly rozděleny v poměru 2:1 mezi katolíky a protestanty podle podílu obyvatelstva. Lidé se navzájem obtěžovali tím, že demonstrativně nerespektovali svátky druhého vyznání. Státní školy zůstaly odděleny podle vyznání až do roku 1968, kdy si finanční situace vynutila sloučení, a mateřské školy až do roku 1990.
Teprve v 70. letech 20. století začalo oddělování podle vyznání ustupovat do pozadí každodenního společenského života. To je způsobeno také zvýšenou emigrací protestantů, kteří patří spíše k vyšším sociálním vrstvám; v roce 2013 stále tvořili asi 10 % obyvatel údolí.

### Novodobé dějiny
V roce 1797 Napoleon Bonaparte připojil Valtellinu k Cisalpinské republice. Z toho však bylo vyloučeno údolí Poschiavo. Tato nová hranice a obchodní blokáda rozdělila údolní společenství, které po staletí spojoval společný obchod, na dvě části a oslabila je. V roce 1851 se obec Brusio definitivně osamostatnila od Poschiava. Spolkovým dekretem z roku 1869 bylo údolí převedeno z diecéze Como do diecéze Chur.
Po roce 1800 se začalo zvyšovat vystěhovalectví do okolních zemí a do Austrálie, protože místní zemědělství již nedokázalo uživit rostoucí počet obyvatel. V letech 1842–1865 byla přes průsmyk Bernina postavena první silnice. V roce 1857 byly v Le Prese otevřeny lázně a lázeňský hotel, v roce 1906 byla v Brusiu uvedena do provozu první vodní elektrárna a v letech 1908–1910 byla přes průsmyk Bernina postavena Berninská dráha. Následně nastal hospodářský a turistický rozmach, který se projevil i v nárůstu počtu obyvatel. V roce 2000 bylo více než 50 % pracovních míst v sektoru služeb. Většina zemědělských podniků v Poschiavu je certifikována jako ekologické a více než 90 % zemědělské půdy obhospodařují podle ekologických zásad.
V roce 2015 bylo uvedeno do provozu nové přeshraniční vedení velmi vysokého napětí (380 kV). 44 kilometrů dlouhé vedení vede z Poschiava do údolí Valle Camonica a má snížit fatálního riziko výpadku elektřiny, kterému v údolí došlo 28. září 2003.

## Doprava

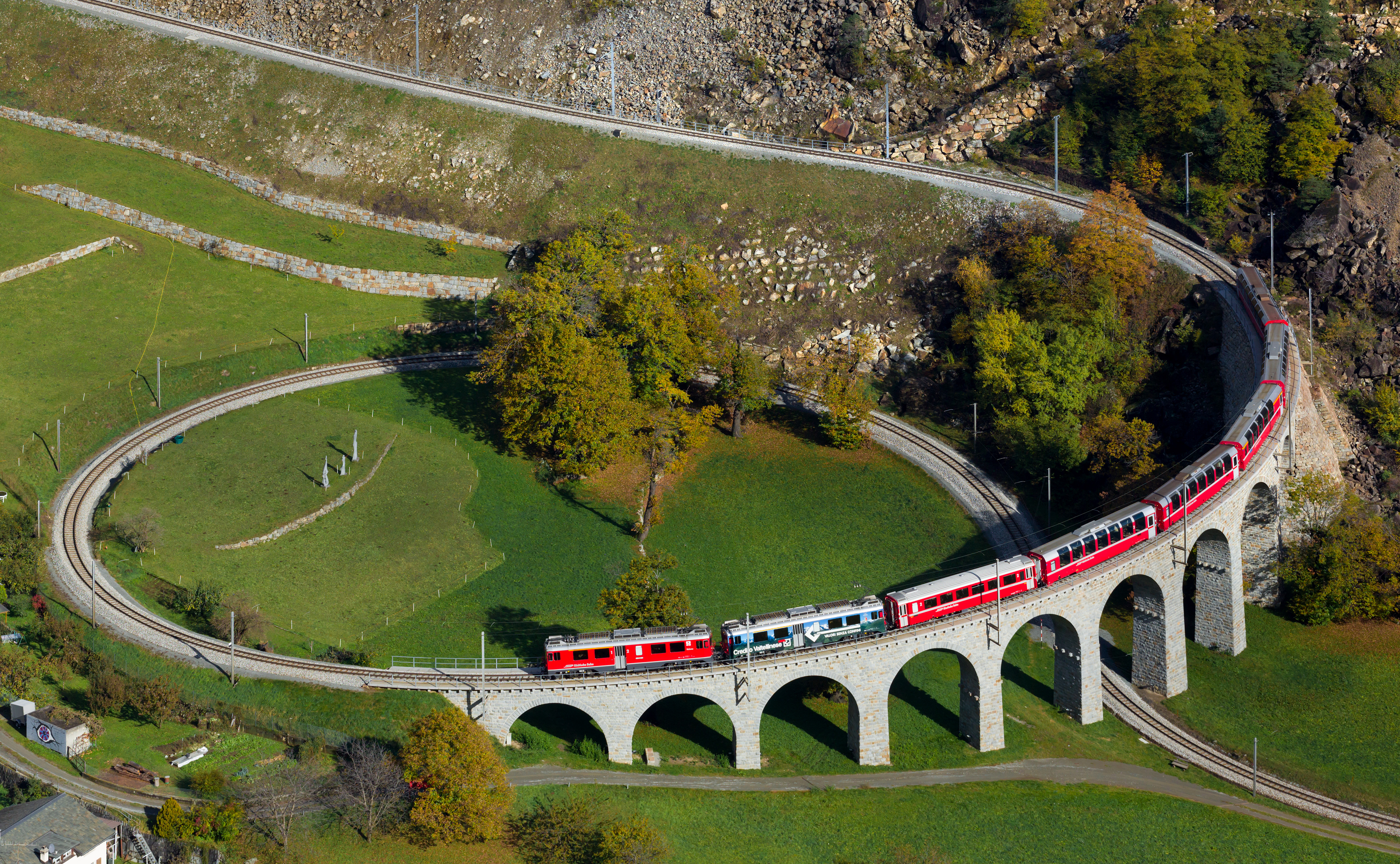
Kruhový viadukt v Brusiu

Údolím vede od roku 1908 Berninská dráha, spojující Svatý Mořic s Poschiavem a italským Tiranem. Díky vrcholové stanici Ospizio Bernina ve výšce 2253 m n. m. je nejvýše položenou tratí, překonávající Alpy bez použití vrcholového tunelu. Trať provozuje Rhétská dráha a od roku 2008 je zařazena na seznam světového dědictví UNESCO. Kromě běžných osobních vlaků tudy projíždí také slavný Bernina Express. V obci Brusio se nachází světoznámý kruhový viadukt, postavený pro zmírnění stoupání na trati.
Hlavní silnicí Val Poschiavo je kantonální hlavní silnice č. 29 v trase Pontresina – Berninapass – Poschiavo – Tirano.